# 施分別経
『施分別経』（せふんべつきょう、巴: Dakkhiṇā-vibhaṅga-sutta, ダッキナーヴィバンガ・スッタ）とは、パーリ仏典経蔵中部に収録されている第142経。
類似の伝統漢訳経典としては、『中阿含経』（大正蔵26）の第180経「瞿曇弥経」がある。
釈迦が、アーナンダに、布施に関する仏法を説く。

## 構成

### 登場人物
- 釈迦
- マハーパジャーパティー --- 釈迦のかつての乳母。仏教の在家信徒。ゴータミー（瞿曇弥）とも呼ばれるが、これは釈迦族の女性全般に用いられる呼び名であり、この人物のみを指す名称ではない。
- アーナンダ

### 場面設定
ある時、釈迦はカピラヴァットゥ（カピラ城）のニグローダ園に滞在していた。
そこにかつての釈迦の乳母だった在家マハーパジャーパティーが訪れ、自分で織った服を釈迦に布施しようとする。
しかし釈迦は、その布施を僧伽へ行なうよう勧める。
それを見ていたアーナンダは、釈迦に彼女の布施を受け取るよう促す。
釈迦はその忠告を受け入れつつ、布施に関する詳細な内容をアーナンダに説いていく。

## 日本語訳
- 『南伝大蔵経・経蔵・中部経典4』（第11巻下） 大蔵出版
- 『パーリ仏典 中部（マッジマニカーヤ）後分五十経篇II』 片山一良訳 大蔵出版
- 『原始仏典 中部経典4』（第7巻） 中村元監修 春秋社